# 清风藤球针壳
清风藤球针壳（学名：Phyllactinia sabiae）是属于白粉菌目白粉菌科球针壳属的一种真菌，寄生在清风藤属植物上。该种分布于中国。